# Cảnh sát Quốc hội Hoa Kỳ
Lực lượng Cảnh sát Quốc hội Hoa Kỳ, hay còn được gọi là United States Capitol Police (USCP), là một trong số những cơ quan thực thi pháp luật liên bang ở Hoa Kỳ, trực thuộc Quốc hội Hoa Kỳ, và là cơ quan duy nhất chịu trách nhiệm trước Chính phủ Liên bang Hoa Kỳ. Nhiệm vụ chính của lực lượng là bảo vệ Quốc hội Hoa Kỳ trong quận Columbia, hay còn gọi là Washington D.C. và trên các lãnh thổ của Hoa Kỳ.